# Dukla Banska Bystrica
|  | No confondre amb FK Dukla Banská Bystrica, equip de futbol |

L'equip Dukla Banska Bystrica (codi UCI: DKB) és un equip ciclista eslovac de categoria continental. Creat el 2004, competeix principalment als circuits continentals de ciclisme.

## Principals victòries
- Volta a Egipte: Maroš Kováč (2004)
- Volta al Marroc: Ján Šipeky (2006)
- Copa dels Carpats: Roman Broniš (2006)
- Gran Premi de Xarm al xeic: Ján Šipeky (2007)
- Challenge Khouribga: Michal Kolář (2011)
- Tour Bohemia: Michal Kolář (2012)
- Banja Luka-Belgrad I: Michal Kolář (2013)
- Košice–Miskolc: Michal Kolář (2013)
- GP Polski Via Odra: Erik Baška (2014)
- Central European Tour: Košice-Miskolc: Erik Baška (2014)
- Central European Tour: Isaszeg-Budapest: Erik Baška (2014)

### Grans Voltes
- Tour de França
  - 0 participacions

- Giro d'Itàlia
  - 0 participacions

- Volta a Espanya
  - 0 participacions

## Classificacions UCI
Fins al 1998 els equips ciclistes es trobaven classificats dins l'UCI en una única categoria. El 1999 la classificació UCI per equips es dividí entre GSI, GSII i GSIII. D'acord amb aquesta classificació els Grups Esportius I són la primera categoria dels equips ciclistes professionals. La següent classificació estableix la posició de l'equip en finalitzar la temporada.
| Temporada | Classificació per equips | Millor ciclista en la classificació individual |
| --------- | ------------------------ | ---------------------------------------------- |
| 2004      | 37è (GSIII)              | Maroš Kováč (691è)                             |

A partir del 2005 l'equip participa en les proves dels circuits continentals i principalment en les curses del calendari de l'UCI Europa Tour.
UCI Àfrica Tour
| Temporada | Classificació per equips | Millor ciclista en la classificació individual |
| --------- | ------------------------ | ---------------------------------------------- |
| 2005      | 4t                       | Maroš Kováč (20è)                              |
| 2006      | 7è                       | Maroš Kováč (55è)                              |
| 2007      | 2n                       | Ján Šipeky (7è)                                |
| 2008      | 6è                       | Roman Broniš (16è)                             |
| 2009      | 19è                      | Juraj Sagan (132è)                             |
| 2011      | 10è                      | Maroš Kováč (35è)                              |
| 2012      | 9è                       | Michal Kolář (45è)                             |
| 2013      | 8è                       | Maroš Kováč (50è)                              |
| 2016      | 12è                      | Patrik Tybor (61è)                             |
| 2017      | 11è                      | Jan Andrej Cully (65è)                         |

UCI Amèrica Tour
| Temporada | Classificació per equips | Millor ciclista en la classificació individual |
| --------- | ------------------------ | ---------------------------------------------- |
| 2009      | 34è                      | Maroš Kováč (240è)                             |
| 2010      | 32è                      | Matej Jurčo (248è)                             |
| 2011      | 35è                      | Maroš Kováč (326è)                             |
| 2016      | 44è                      | Patrik Tybor (358è)                            |

UCI Àsia Tour
| Temporada | Classificació per equips | Millor ciclista en la classificació individual |
| --------- | ------------------------ | ---------------------------------------------- |
| 2006      | 38è                      | Maroš Kováč (209è)                             |
| 2008      | 32è                      | Roman Broniš (87è)                             |
| 2011      | 68è                      | Matej Jurčo (333è)                             |
| 2017      | 68è                      | Patrik Tybor (194è)                            |

UCI Europa Tour
| Temporada | Classificació per equips | Millor ciclista en la classificació individual |
| --------- | ------------------------ | ---------------------------------------------- |
| 2005      | 84è                      | Maroš Kováč (192è)                             |
| 2006      | 71è                      | Maroš Kováč (175è)                             |
| 2007      | 66è                      | Maroš Kováč (195è)                             |
| 2008      | 61è                      | Roman Broniš (134è)                            |
| 2009      | 54è                      | Peter Sagan (64è)                              |
| 2010      | 64è                      | Maroš Kováč (147è)                             |
| 2011      | 73è                      | Matej Jurčo (242è)                             |
| 2012      | 76è                      | Maroš Kováč (174è)                             |
| 2013      | 43è                      | Michal Kolář (119è)                            |
| 2014      | 47è                      | Erik Baška (71è)                               |
| 2015      | 76è                      | Patrik Tybor (213è)                            |
| 2016      | 98è                      | Maroš Kováč (810è)                             |
| 2017      | 91è                      | Patrik Tybor (424è)                            |